# Teodorico I di Katlenburg
Teodorico I di Katlenburg (... – Werben, 10 settembre 1056) fu conte a Liesgau e Rittigau con la tenuta ereditaria di Einbeck e, a volte, Vogt a Liesborn. Era strettamente legato a Ottone di Northeim.

## Biografia
Teodorico era figlio del conte Udo e Bertrada (Beatrice), proveniente dalla Svevia e apparteneva alla stirpe degli Odoniani. Nelle fonti contemporanee egli, come il padre Udo, è nominato senza l'affisso onomastico. Non si sa se costruì il castello di Katlenburg, che probabilmente ebbe origine nell'XI secolo, nell'odierna Katlenburg o se lo ampliò come sede del potere.
L'imperatore Enrico III lo inviò, insieme al margravio Guglielmo della marca del Nord contro i Liutici. Furono sconfitti e vennero uccisi assieme, tra gli altri, a Bernardo di Domersleben vicino al castello di Prizlava (Werben (Elbe)), che "si trova sulle rive del fiume Albis (Elba), dove lo stesso si immette nel fiume Habola (Havel)".

## Matrimonio e figli
Sposò Bertrada d'Olanda, figlia del conte Teodorico III d'Olanda della stirpe dei Gerulfingi. Essi ebbero:
- Teodorico II di Katlenburg;
- Othelhildis ∞ Corrado di Wettin, conte di Brehna[1], figlio del margravio di Lusazia Teodorico I.